# Лозова (притока Вовчої)
Лозова́ — річка в Україні, ліва притока річки Вовча, басейн Дніпра. Довжина 25 км. Площа водозбірного басейну 166 км². Похил 2,7 м/км. Долина балкового типу. Заплава двостороння. Річище слабовиражене. Використовується на зрошування. Кілька ставків.
Бере початок на заході Донецька, Кіровський район. Тече на захід територією Ясинуватського та Мар'їнського районів Донецької області через Лозове, Старомихайлівку, Красногорівку. Впадає у Вовчу в південній околиці с. Зоряне.